# Tarō Suwa
Tarō Suwa (諏訪太朗, Suwa Tarō) est un acteur japonais né le 9 août 1954 à Tokyo.

## Biographie
Tarō Suwa est connu en France pour le rôle de Monsieur Saito du film belge Stupeur et Tremblements tourné en langue française.
Depuis le début de sa carrière en 1982 il a tourné dans plus de 180 films et séries télévisées.

## Filmographie partielle
- 1992 : Le Gardien de l'enfer (地獄の警備員, Jigoku no keibi in?) de Kiyoshi Kurosawa
- 1999 : Ring 2 de Hideo Nakata : Kadokura Keiji
- 2000 : Battle Royale de Kinji Fukasaku : un homme
- 2000 : Uzumaki de Higuchinsky : Yasuo Goshima
- 2000 : Ju-on 2 de Takashi Shimizu : Kamio
- 2002 : Dark Water de Hideo Nakata : patron de Yoshimi Matsubara
- 2003 : Stupeur et Tremblements de Alain Corneau : Monsieur Saito
- 2007 : Soie de François Girard : trader japonais #2
- 2008 : Departures de Yōjirō Takita : père en colère à la séance d'embaumement
- 2008 : Ikigami, préavis de mort de Tomoyuki Takimoto : chef Yakusa
- 2008 : The Machine Girl de Noboru Iguchi : membre du gang Kimura
- 2012 : Shokuzai de Kiyoshi Kurosawa : le père d'Akiko
- 2012 : Our Homeland de Yang Yong-hi : Tejo
- 2017 : 26 ya machi de Michio Koshikawa
- 2017 : Mr. Long de Sabu : Tadao
- 2018 : Yamikin gurentai de Shinji Imaoka (en)

### À la télévision
- 2012 : Shokuzai de Kiyoshi Kurosawa (série télévisée, épisode Kuma no kyoudai) : le père d'Akiko